# 二氟化五氧
二氟化五氧是氟和氧的一种二元无机化合物，化学式为O
5F
2。 它是氧的一种氟化物。

## 合成
在60至77 K往以某个摩尔比例混合的F
2和O
2通电，可制成该化合物。混合物的比例据预测是5:2。

## 物理性质
二氟化五氧是一种氧化剂。在90 K下，该化合物呈红棕色液体，在77 K下则呈油状。
在77 K下，该化合物不溶于液氮，但可溶于液氧和甲烷。在65 K下，它可溶于二氟化氧。